# HD 80606 b
HD 80606 b — екзопланета, що знаходиться на відстані 190 світлових років від Сонця в сузір'ї Великої Ведмедиці. Є газовим гігантом класу гарячий Юпітер; радіус планети трохи більший за юпітеріанський, маса — у 4 рази більша, ніж у Юпітера.

Обертається навколо жовтого карлика HD 80606 з періодом в 111 днів, з винятково високим ексцентриситетом (0,933). Через це відстань між HD 80606 b та її материнською зіркою постійно стрімко змінюється: від 0,03 а. о. (в десять разів ближче, ніж Меркурій до Сонця), до 0,84 астрономічних одиниці. 

Орбітальний рух HD 80606 b

Через це клімат газового гіганта є екстремальним та дуже нестабільним. У перигелії планета отримує у 800 разів більше тепла, ніж в афелії. І раз на 111-денний рік температура на планеті зростає з неосвітленого боку з 527 °C до 1227 °C всього за 6 годин. Такі різкі зміни провокують потужні урагани, швидкість яких достигає до 5 кілометрів на секунду; це вдесятеро потужніше ніж вітру на Юпітері, та в 17 разів швидше, ніж швидкість звуку. Це також приводить до регулярних змін в атмосфері HD 80606 b: припускається, що в афелії там утворюються хмари з водяної пари та кристаликів льоду, а в перигелії водяний пар розпадається на кисень і водень, тобто хмари випаровуються.
Екзопланету було відкрито 4 квітня 2001 року обсерваторією Верхнього Провансу методом Доплера.
Материнська зірка HD 80606 b є жовтим карликом спектрального класу G5. Зірка є компонентом подвійної системи, маючи на відстані 1200 а. о. компаньйона HD 80607, аналогічного за фізичними властивостями. Видимий блиск зірки — +8,93m.